# Macromitrium sejunctum
Macromitrium sejunctum är en bladmossart som beskrevs av Bruce H. Allen 1998. Macromitrium sejunctum ingår i släktet Macromitrium och familjen Orthotrichaceae. Inga underarter finns listade i Catalogue of Life.